# Stefan Nordström
Stefan Nordström (14 de abril de 1964) es un deportista sueco que compitió en vela en la clase Soling. Ganó una medalla de oro en el Campeonato Europeo de Soling de 1992.

## Palmarés internacional
| \| Campeonato Europeo \| Campeonato Europeo \| Campeonato Europeo \| Campeonato Europeo \| \| Año \| Lugar \| Medalla \| Clase \| \| ------------------ \| ------------------ \| ------------------ \| ------------------ \| \| 1992 \| Cádiz (España) \| Medalla de oro \| Soling \| |                |                |        |
| Campeonato Europeo |                |                |        |
| Año | Lugar          | Medalla        | Clase  |
| 1992 | Cádiz (España) | Medalla de oro | Soling |